# Led Zeppelin Australasian Tour 1972
Led Zeppelin Australasian Tour 1972 var en konsertturné med det brittiska hårdrocksbandet Led Zeppelin i Australien och Nya Zeeland 1972. Turnén var den enda som bandet gjorde i Australien. De skulle även ha spelat en konsert i Singapore men myndigheterna stoppade dem på grund av att lokala lagar förbjöd män att ha långt hår.

## Låtlista
En ganska typisk låtlista med viss variation är följande:
1. "Immigrant Song" (Page, Plant)
2. "Heartbreaker" (Bonham, Page, Plant, Jones)
3. "Black Dog" (Page, Plant, Jones)
4. "Since I've Been Loving You" (Page, Plant, Jones)
5. "Celebration Day" (Jones, Page, Plant)
6. "Stairway to Heaven" (Page, Plant)
7. "Going to California" (Page, Plant)
8. "That's the Way" (Page, Plant)
9. "Tangerine" (Page)
10. "Bron-Y-Aur Stomp" (Page, Plant, Jones)
11. "Dazed and Confused" (Page)
12. "What Is and What Should Never Be" (Page, Plant)
13. "Rock and Roll" (Page, Plant, Jones, Bonham)
14. "Moby Dick" (Bonham, Jones, Page)
15. "Whole Lotta Love" (Bonham, Dixon, Jones, Page, Plant)

Extranummer
- "Communication Breakdown" (Bonham, Jones, Page)
- "Thank You" (Page, Plant)

## Turnédatum
- 16/02/1972  Subiaco Oval - Perth
- 19/02/1972  Memorial Drive - Adelaide
- 20/02/1972  Kooyong Stadium - Melbourne
- 24/02/1972  Western Springs Stadium - Auckland
- 27/02/1972  Sydney Showground - Sydney
- 29/02/1972  Festival Hall - Brisbane